# Teachta Dála
Un TD o Teachta Dála ((pronunciat ˈtʲaxtə ˈdɑːlə), en plural: Teachtaí Dála), és un mot irlandès que significa Diputat al Dáil, o sigui un membre del Dáil Éireann (pronunciat [d̪ˠaːlʲ ˈeːrʲən̪ˠ]), la cambra baixa del Parlament irlandès Oireachtas (pronunciat ɛrʲaxt̪ˠasˠ).
El terme va ser utilitzat per primer cop per designar els diputats irlandesos elegits a les eleccions generals de 1918 per seure a la Cambra dels Comuns del Regne Unit a Westminster, Londres, els quals de fet es van reunir a Dublín per crear el nou parlament irlandès, el Dáil Éireann. Les inicials TD es col·loquen després del nom del diputat elegit. Per exemple, per a l'actual Taoiseach, hom es refereix a ell com a Enda Kenny TD.